# Тиссая де Врие
Тиссая де Врие (пол. Tissaia de Vries) — персонаж литературного цикла «Ведьмак» польского писателя Анджея Сапковского и поставленного по его мотивам телесериала, первый сезон которой вышел на экраны в 2019 году. Чародейка.

## История персонажа
В книгах Анджея Сапковского Тиссая де Врие — чародейка, одна из первых выпускниц чародейской школы в Аретузе и одна из самых старых чародеек мира (прожила около 500 лет). Тиссая долгое время была ректором школы в Аретузе, членом Капитула, архимагистром. Придерживалась строгих принципов, в числе которых — нейтральная позиция в политических вопросах и мирное сосуществование с другими расами. Стала инициатором решения о стерилизации всех адепток Школы магии в Аретузе во избежание мутаций при наследственной передаче магических способностей. Подозревала Вильгефорца в интригах, направленных против Ордена магов. Несмотря на это, во время бунта на Танедде из солидарности с коллегами Тиссая взяла под защиту Вильгефорца и Францеску Финдабаир, когда те были взяты под стражу реданцами. Разгневавшись из-за начавшейся внутри Ордена склоки, она сняла защитные заклинания с острова и открыла таким образом дорогу «белкам». Начавшееся столкновение стоило жизни многим магам и положило конец существованию Капитула и Совета. Осознав свою ошибку, Тиссая покончила с собой.
В американском сериале «Ведьмак», первый сезон которого вышел на экраны в декабре 2019 года, Тиссаю де Врие сыграла Мианна Бёринг. Этот персонаж играет в сериале заметно более важную роль, чем в книгах. Тиссая впервые появляется во втором эпизоде, «Четыре марки». Работа Бёринг получила одобрительные отзывы критиков. Один из рецензентов написал: «Именно такой и была прославленная чародейка у Сапковского — величественной, спокойной и немного высокомерной». Другой отметил, что в изображении Бёринг Тиссая — «твёрдая и часто жестокая учительница магии с поджатыми губами и холодным взглядом», которая своей настойчивой тактикой запугивания напоминает Снейпа в «Гарри Поттере». Между Врие и Йеннифэр из Венгерберга устанавливается классическая для жанрового кино схема общения «Учитель — ученик», и уже к концу второго эпизода налаживается взаимопонимание, очень перспективное для развития всего сюжета сериала.
При Соддене Тиссая возглавила группу магов, которых играют актёры европейского и индийского происхождения, противостоящую чернокожим магам Нильфгаарда. Один из рецензентов увидел здесь межрасовый конфликт; к тому же Нильфгаард, по его мнению, напоминает ИГИЛ, так что речь может идти о создании аналогии с событиями начала XXI века. Сцену, в которой Тиссая говорит Йеннифэр «Пусть твой хаос взорвётся», критики сочли очень похожей на сцену последней встречи Дейенерис Таргариен и Миссандеи в «Игре престолов».